# Sellegraben
Der Sellegraben im sachsen-anhaltischen Landkreis Harz ist ein orografisch rechter Zufluss des Brummeckebachs im Harz. Die Flussordnungszahl dieses Bergbachs ist 7.

## Verlauf
Der Sellegraben entsteht im Unterharz im Naturpark Harz/Sachsen-Anhalt in einem ausgedehnten Quellgebiet etwa 600 m (Luftlinie) vom südlichen Dorfrand von Rotacker (zu Hasselfelde) aus dem Zusammenfluss zweier Hauptquellbäche. Der linke Quellbach entspringt auf etwa 545 m ü. NHN nahe dem Naturschutzgebiet (NSG) Radeweg und der rechte auf etwa 535 m Höhe beim NSG Tännichen. Der Zusammenfluss erfolgt auf 502,1 m Höhe. Bis Rotacker werden noch zwei größere Zuflüsse aufgenommen. Nach östlichem Passieren von Rotacker mündet der Sellegraben etwa 300 m entfernt vom Südwestrand Hasselfeldes (zu Oberharz am Brocken) auf 459,2 m Höhe etwas südlich vom Ende der Harzhochstraße an der Bundesstraße 81 in den dort von Westen kommenden Hassel-Zufluss Brummeckebach.
In Rotacker werden der Hoyerteich und das Waldseebad Hasselfelde durchflossen. Der auch als Angelgewässer genutzte Hoyer-Teich dient als Vorwärmbecken für das 10.500 m² große Naturfreibad. Der Fischbestand wird zufütterungsfrei gering gehalten, und als Lebensraum von Edelkrebsen geschützt. Drei Kleinkläranlagen in diesem Bereich entwässern über eine Vorflut unterhalb des Waldseebads in den Sellegraben.

## Namensbedeutung
Die Nebenbedeutung des Namens Sellegraben ist nicht bekannt, kann aber aus ähnlichen Flüssen abgeleitet werden.
Der Name der, ebenfalls zum Flusssystem Bode gehörigen, Selle-Bach und Selleke-Bach leitet sich vom mittelhochdeutschen selle (Zelle) bzw. dem althochdeutschen salida (Wohnung, Haus, Hütte) her. Dabei ist auch 'der dazugehörige Grund und Boden' gemeint. Wahrscheinlich wäre also ein Bach, der auf zum Haus gehörigen Grund und Boden fließt. Graben leitet sich vom althochdeutschen grabo bzw. dem mittelhochdeutschen grabe her. Gemeint ist ursprünglich eine durch Grabung entstandene Vertiefung, der Begriff wurde später aber auch für natürliche Bäche verwandt. So wird das Grundwort Graben für etwa 17 Prozent der Gewässer im Flusssystem der Saale benutzt.